# Trichosia pulchricornis
Trichosia pulchricornis är en tvåvingeart som först beskrevs av Edwards 1925.  Trichosia pulchricornis ingår i släktet Trichosia och familjen sorgmyggor. Arten är reproducerande i Sverige. Inga underarter finns listade i Catalogue of Life.